# Хижівка
Хи́жівка — село в Україні, в Дубрівській сільській територіальній громаді Звягельського району Житомирської області.

## Освіта
Функціонує Хижівська ЗОШ I—II ступенів та дитячий садок.

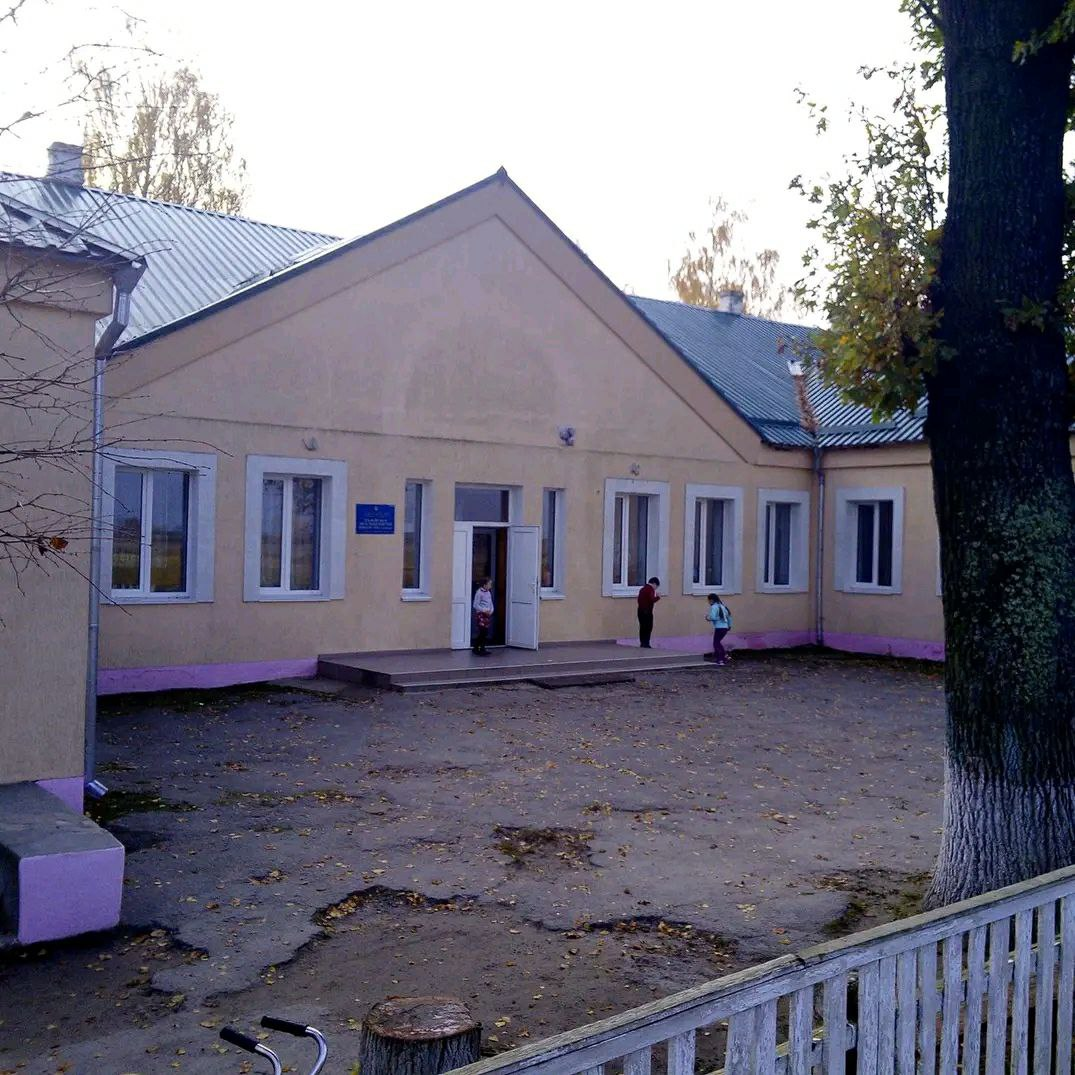

## Історія

### Давні роки
На північних околицях села знайдено поселення бронзового віку, що датується 3 століттям(?) до н. е.

### XVII—XIX століття
За подимним реєстром Волинського воєводства на 1629 р. у селі було 14 димів.
У 1906 році село Жолобенської волості Новоград-Волинського повіту  Волинської губернії. Відстань від повітового міста 22 версти, від волості 19. Дворів 65, мешканців 427.
Прізвища жителів села у 1913 р. (Сповідальні відомості, ДАЖО 1-73-503), військові та селяни: Бойко, Василюк, Васильчук, Ведрук, Вознюк, Гаврилюк, Гайдук, Голюк, Дмитрук, Заяць, Зілінський, Іванов, Іванченко, Іванюк, Ковальчук, Ковтонюк, Коломейчук, Коханюк, Кравчук, Кундельський, Лукашук, Максимович, Мартинюк, Марценюк, Мельничук, Місюра, Никольчук, Ничипорук, Огейчук, Олексюк, Петрук, Пилипчук, Радомський, Римарчук, Савчук, Семенюк, Сорочинський, Тимощук, Ткачук, Феодорчук, Шевчук, Шинкарук, Щербак, Яремчук, Ящук.
Всього на той час у селі було 594 жителі православного віросповідання (302 чоловічої статі і 292 жіночої)

### ХХ століття
Хижівка — село, центр сільської Ради, розташоване на річці Царемі, притоки Случі, за 41 км від райцентру, за 18 км від залізничної станції Радулин. Дворів — 186, населення — 748 чоловік. Сільраді підпорядковане с. Стовпи.
В Хижівці розміщувалась центральна садиба колгоспу ім. Котовського, що мала в користуванні 1,9 тис. га сільськогосподарських угідь, у тому числі 1,5 тис. га орної землі. Колгосп вирощував зернові культури, льон та картоплю. Тваринництво м'ясо-молочного напряму.
Працюють середня школа, де 22 учителі навчають 413 учнів, клуб на 150 місць, дві бібліотеки з фондом 7,4 тис. книжок, медпункт, пологовий будинок, поштове відділення.
За успіхи в праці 48 трудівників нагороджені орденами і медалями СРСР.
Сільська парторганізація об'єднувала 29 комуністів, три комсомольські — 153 члени ВЛКСМ.
Хижівка заснована наприкінці XVII ст. 1905 року відбулося селянське заворушення, за участь у якому 17 чоловік кинуто до в'язниці.
В січні 1918 року встановлено Радянську владу. 105 жителів села билися на фронтах Другої світової війни.
За героїзм, виявлений у боях з німецько-нацистськими загарбниками, 65 чоловік нагороджено орденами й медалями. На честь 51 односельця, який загинув на полях війни, встановлено пам'ятник. Під час визволення села загинуло 10 воїнів.
Було центром Хижівської сільської ради.

## Населення

### Мова
Розподіл населення за рідною мовою за даними :
| Мова       | Кількість | Відсоток |
| ---------- | --------- | -------- |
| українська | 524       | 99.81%   |
| гагаузька  | 1         | 0.19%    |
| Усього     | 225       | 100%     |